# Heptagonaal getal

Eerste vijf heptagonale getallen

Een heptagonaal getal is een veelhoeksgetal met een regelmatige zevenhoek als basisfiguur. Het is dus het aantal bolletjes dat zich tot in elkaar grijpende regelmatige zevenhoeken laat rangschikken. De twee eerste heptagonale getallen zijn 0 en 1. Er kunnen bij 6 bolletjes bij 1 worden geplaatst om het volgende heptagonale getal 7 te krijgen. Voor de volgende zevenhoek zijn 5 nieuwe zijden nodig. De andere 2 zijden zijn steeds gemeenschappelijk. Er zijn 5×2+1=11 nieuwe bolletjes nodig, zodat het derde heptagonale getal 7+11=18 is. Dit gaat zo door, en leidt tot de recurrente betrekking:
{\displaystyle h_{n+1}=h_{n}+5n+1}
voor {\displaystyle n=0,1,2,\ldots } en met {\displaystyle h_{0}=0}.
Een veelhoek kan worden gedacht vanuit het gemeenschappelijke hoekpunt te zijn opgebouwd. Dan zijn 5 nieuwe zijden nodig met {\displaystyle n} bolletjes waarvan 4 dubbel geteld zijn: de 4 hoekpunten waar 2 nieuwe zijden bij elkaar komen. Dat geeft de volgende recurrente betrekking:
{\displaystyle h_{n}=h_{n-1}+5n-4}
Deze is gelijkwaardig met de betrekking erboven.
Uit de recurrente betrekking volgt de algemene formule voor het {\displaystyle n}-de heptagonale getal:
{\displaystyle h_{n}={\tfrac {1}{2}}n(5n-3)}
De eerste heptagonale getallen zijn:
0, 1, 7, 18, 34, 55, 81, 112, 148, 189, 235, 286, 342, 403, 469, 540, 616, 697, 783, 874, 970, 1071, 1177, 1288, 1404, 1525, 1651, 1782, 1918, 2059, 2205, 2356, 2512, 2673, 2839, 3010, 3186, 3367, 3553, 3744, 3940, 4141, 4347, 4558, 4774, 4995, 5221, 5452, 5688.
De heptagonale getallen volgen vanaf 0 het stramien oneven, oneven, even, even. Het vijfvoud van een heptagonaal getal plus 1 is een driehoeksgetal.

## Voortbrengende functie
De voortbrengende functie voor de heptagonale getallen is:
{\displaystyle g(x)=x{\frac {4x+1}{(1-x)^{3}}}=x+7x^{2}+18x^{3}+34x^{4}+\ldots }

## Gegeneraliseerde heptagonale getallen
Door in de formule
{\displaystyle h_{n}={\tfrac {1}{2}}n(5n-3)}
ook negatieve waarden van {\displaystyle n} toe te laten, ontstaan de gegeneraliseerde heptagonale getallen. Behalve de gewone heptagonale getallen zijn dit: 4, 13, 27, 46, 70, 99, ... De eerste gegeneraliseerde heptagonale getallen zijn dus:
0, 1, 4, 7, 13, 18, 27, 34, 46, 55, 70, 81, 99, 112, .. 
Elk tweede getal in deze rij is een gewoon heptagonaal getal. 
De {\displaystyle h_{n}} blijken de getallen te zijn waarvoor het getal {\displaystyle h_{n}225} als cijferreeks, dus als getal {\displaystyle 1000\ h_{n}+225} een kwadraat is.
Controleren
{\displaystyle 2h_{n}=5n^{2}-3n}
{\displaystyle 1000h_{n}+225=2500n^{2}-1500n+15^{2}=(50n-15)^{2}}
en ook
{\displaystyle 1000h_{n}+225=a^{2}}
Substitueren van {\displaystyle a=50n-15} geeft
{\displaystyle 2h_{n}=5n^{2}-3n}
Definieer de rij {\displaystyle (a_{n})}:
{\displaystyle a_{n}={\begin{cases}n&{\text{als }}n{\text{ oneven is}}\\{\tfrac {3}{2}}n&{\text{als }}n{\text{ even is}}\end{cases}}}
Dat is de rij 0, 1, 3, 3, 6, 5, 9, 7, 12, 9, ...
{\displaystyle \sum _{n=0}^{m}a_{n}=\sum _{n=1}^{m}n+\sum _{n=1}^{\lfloor m/2\rfloor }n=T_{m}+T_{\lfloor m/2\rfloor }}
waarin 
{\displaystyle T_{n}} het {\displaystyle n}-de driehoeksgetal voorstelt.
De gegeneraliseerde heptagonale getallen voldoen dus aan:
{\displaystyle h_{n}=T_{n}+T_{\lfloor {\frac {n}{2}}\rfloor }}
Behalve 1 en 70 is geen enkel gegeneraliseerd heptagonaal getal een oplossing van de vergelijking van Pell.